# Il castello maledetto (film 1963)
Il castello maledetto (The Old Dark House) è un film del 1963 diretto da William Castle.
È il remake dell'omonimo film del 1932 diretto da James Whale con Boris Karloff.

## Trama
Un giovane accetta l'invito di visitare la dimora dei Femm, in Galles.
Presto capirà che tra i familiari c'è qualcosa che non va e scoprirà che sono dei pericolosi omicidi.

## Produzione
Le riprese avvennero tra il 14 maggio e il 22 giugno 1962.
Le scene esterne al castello vennero filmate presso il maniero vittoriano di 
Oakley Court, in Windsor Road, a Oakley Green (Windsor, Berkshire), utilizzato successivamente anche in altre pellicole come La casa degli orrori nel parco (1973) e Rocky Horror Picture Show (1975).
La scena in cui Tom parcheggia l'auto fuori dal Mayfair Casinò venne realizzata in Cheyne Walk, a Chelsea (Londra); altre scene vennero realizzate presso The Embankment, lungo la riva nord del Tamigi a Londra.
Le scene interne vennero girate presso i Bray Studios, in Down Place, sempre a Oakley Green.
Sebbene filmato con negativo a colori, il film venne distribuito in bianco e nero.
A Boris Karloff, che interpretò il sinistro maggiordomo Morgan nel film omonimo del 1932, venne offerto un ruolo anche in questo, ma lo rifiutò perché non gradiva la sceneggiatura, considerandola troppo distorta, diretta più sul genere commedia anziché all'orrore.

## Distribuzione
Il film ebbe la sua prima assoluta il 30 ottobre 1963; venne distribuito nelle sale cinematografiche statunitensi dalla Columbia Pictures il 31 ottobre.
In Gran Bretagna arrivò al cinema il 16 settembre 1966 (Columbia Pictures Corporation).
Non si conoscono dettagli sulla data di distribuzione nei cinema italiani.